# Eugeneodontida
De Eugeneodontida zijn een orde van uitgestorven en slecht bekende kraakbeenvissen. Ze bezaten tandkransen op de symphysis van ofwel de onderkaken of beide kaken en borstvinnen ondersteund door lange spaakbeenderen. Ze hadden waarschijnlijk geen bekkenvinnen en anale vinnen. Het palatoquadratum was ofwel gefuseerd met de schedel of verminderd. Nu vastbesloten om binnen de Holocephali te zijn, zijn hun naaste levende verwanten katvissen. De eugeneodontiden zijn vernoemd naar paleontoloog Eugene S. Richardson jr. De Eugeneodontida verdwenen in het Vroeg-Trias.
Leden van de Eugeneodontida worden verder ingedeeld in verschillende families, de best bewaarde leden die zijn ontdekt, worden gewoonlijk geplaatst in de families Helicoprionidae ('spiraalzagen') en Edestidae ('degenen die verslinden'), waarbij de eerste de geslachten Helicoprion, Sarcoprion en Parahelicoprion bevat, en de laatste bevat de geslachten Edestus, Lestrodus en Metaxyacanthus. Alle eugeneodontiden worden verondersteld obligate carnivoren te zijn geweest, waarbij elk geslacht gespecialiseerd voedingsgedrag, territoriumbereik en specifieke prooi heeft.

## Taxonomie
- Superfamilie Caseodontoidea
  - Familie Caseodontidae
    - Caseodus
    - Erikodus
    - Fadenia
    - Ornithoprion
    - Pirodus
    - Romerodus

  - Familie Eugeneodontidae
    - Bobbodus
    - Eugeneodus
    - Gilliodus

  - Familie incertae sedis
    - Campodus
    - Chiastodus
    - Tiaraju
- Superfamilie Edestoidea
  - Familie Helicoprionidae
    - Agassizodus
    - Arpagodus
    - Campyloprion
    - Helicoprion
    - Parahelicoprion
    - Sarcoprion
    - Toxoprion

  - Familie Edestidae
    - Edestus
    - Helicampodus
    - Lestrodus
    - Parahelicampodus
    - Syntomodus

  - Familie incertae sedis
    - Paredestus